# Ill (lewy dopływ Renu)
Ill ([il]) – rzeka w północno-wschodniej Francji, przepływająca przez równiny Alzacji, lewy (zachodni) dopływ Renu, przepływający m.in. przez Strasburg.
Ciągnie się przez 223 km. Swe źródła ma w alzackiej części Jury, w miejscowości Winkel, natomiast w miejscowości Ligsdorf znajduje się wywierzysko rzeki (obydwie miejscowości leżą w departamencie Górny Ren).
Następnie przebiega na wschód od Ferrette. Ciągnie się w kierunku północnym równolegle do Renu. Wpada do niej kilka dopływów z Wogezów, które rozciągają się od zachodniej strony rzeki (m.in. Doller i Thur). Poza tym do Ill (jej prawego brzegu) wpadają małe rzeki, które swój początek mają w Renie. Uchodzi do Renu w miejscowości Gambsheim (departament Dolny Ren).
Reżim rzeki jest deszczowy oceaniczny. Cechą charakterystyczną rzeki jest fakt, że poziom jej wód jest wysoki zimą i wiosną, natomiast latem i jesienią – niższy (jest to ściśle związane z reżimem rzecznym).

## Główne dopływy
- Largue
- Doller
- Thur
- Lauch
- Fecht
- Giessen
- Andlau
- Liepvrette
- Ehn
- Bruche
- Souffel

## Miasta nad rzeką
- Winkel
- Altkirch
- Miluza
- Colmar
- Sélestat
- Strasburg
- Gambsheim

## Galeria

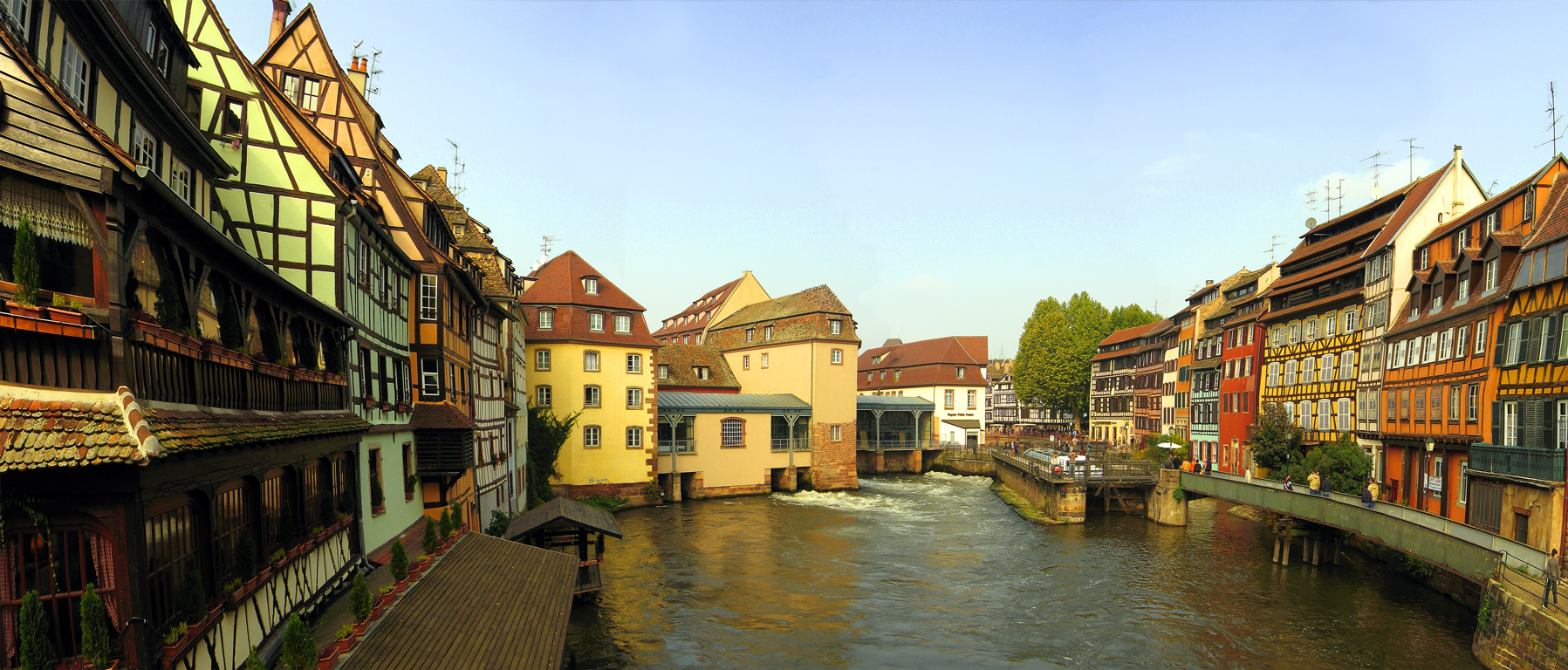
Strasburg
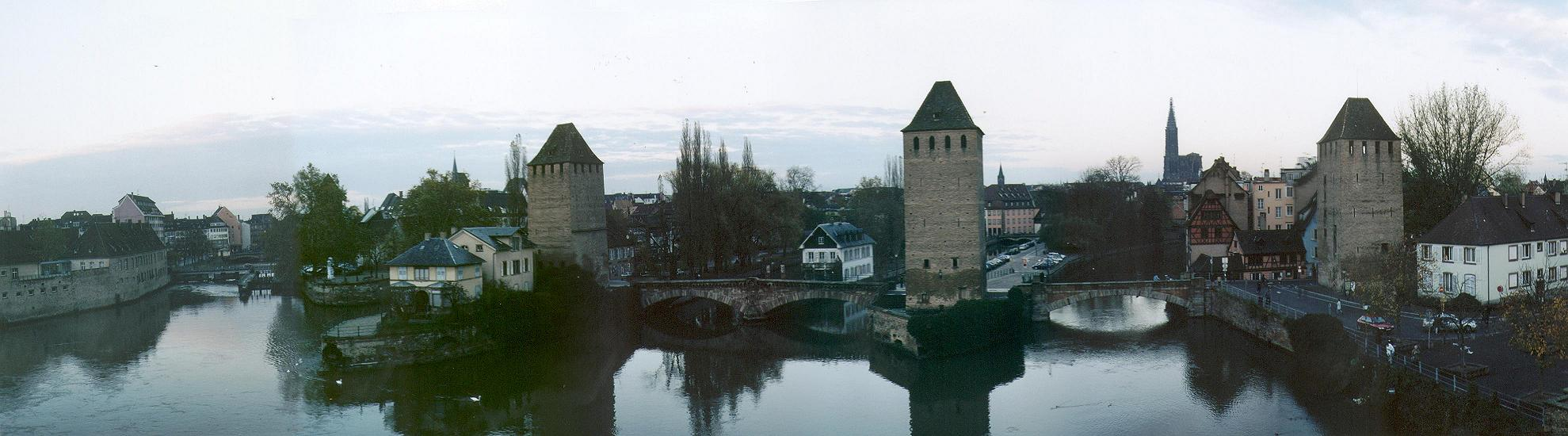
Strasburg
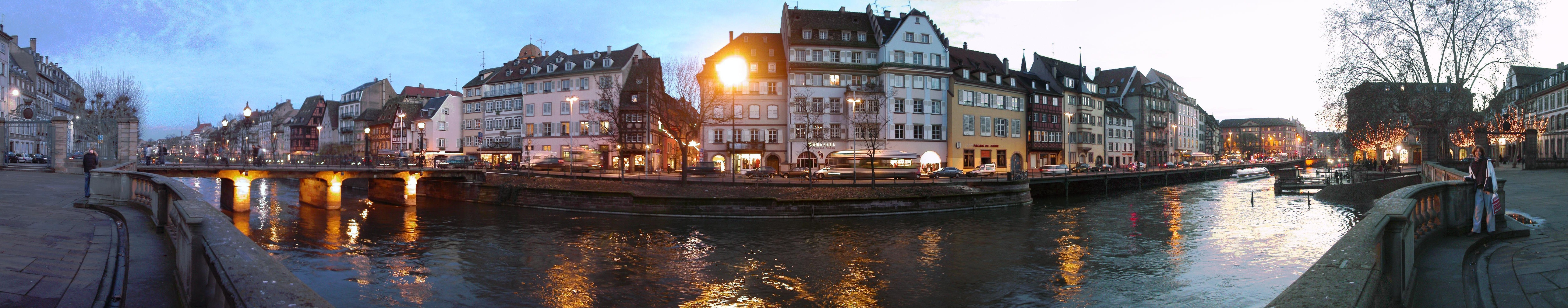
Strasburg